# Chiesa di San Filippo Neri (Torino)
(Dedica della chiesa, trabeazione interna)
La chiesa di San Filippo Neri è un luogo di culto cattolico di Torino. Con i suoi 69 m di lunghezza e 37 di larghezza è l'edificio di culto più grande della città. Sorge al centro di una zona di particolare interesse storico-artistico, all'incrocio di via Maria Vittoria con via Accademia delle Scienze; dista pochi passi dal "Collegio dei Nobili" (attuale sede del Museo Egizio), dal vicino Palazzo Carignano posto nell'omonima piazza, dalla centralissima via Roma e da piazza Castello.

## Storia
La Confederazione dell'oratorio di San Filippo Neri arrivò a Torino nel 1648 per iniziativa di Pietro Antonio Defera e nel 1651 vi entrarono Sebastiano Valfré e altri padri. I religiosi si sistemarono dapprima presso la chiesa di San Michele a Porta Palazzo, poi presso una casa vicina a San Francesco D'Assisi, poi ancora nei pressi dell'Ospedale di Carità, quindi (1653) al Corpus Domini, infine (1677) presso la parrocchia di San Eusebio il cui patronato era stato loro ceduto dal marchese Gerolamo della Rovere. Dopo trent'anni di peregrinazioni, nel 1675 con legato testamentario del duca Carlo Emanuele II venne affidato alla Confederazione un lotto inedificato tra il primo e il secondo ampliamento della città, allo scopo di costruire una nuova chiesa e un grandioso convento. Il lotto, di giornate due di terreno, era pari a due terzi dell’isolato compreso tra le vie Maria Vittoria, Accademia delle Scienze, Principe Amedeo e Carlo Alberto, e si trovava accanto al lotto destinato al Collegio dei Nobili dei Gesuiti e a quello per Palazzo Carignano.
La Confederazione affidò il progetto per l'edificazione dell'intero isolato, e quindi della chiesa, all'architetto luganese di origine svizzera Antonio Bettino, già attivo in Torino, il quale aveva dimestichezza con la Confederazione in quanto aveva già edificato per essa l'oratorio di Chieri. La costruzione della chiesa iniziò già nel 1675, ma tra fortune alterne e lunghe interruzioni si protrasse per oltre due secoli.
Le vicende progettuali che si susseguirono appaiono confuse e presentano numerosi punti oscuri: alcune fonti ipotizzano che il progetto originale del Bettino fosse trionfante e maestoso nonché caratterizzato da una grande cupola, mentre secondo altre non poteva che essere modesto e di stampo tradizionalista. Inoltre, nel 1679 il Bettino finì per essere estromesso dal cantiere, forse solo perché aveva ricevuto altri incarichi che lo rendevano meno disponibile; come conseguenza venne coinvolto nella progettazione il grande architetto Guarino Guarini.
Il Guarini propose una struttura a navata unica con tre volte ottagonali, racchiusa tra due absidi emicircolari, coperte da un unico tetto a due falde. È tuttavia possibile che il progetto guarininano sia rimasto unicamente sulla carta: siccome le fondamenta dell'edificio furono completate solo nel 1687, e in questo lungo lasso di tempo Guarini dapprima si allontanò da Torino (1681) e in seguito morì (1683), si ritiene che egli non abbia potuto nemmeno vedere l'apertura del cantiere, né risulta un suo diretto coinvolgimento nei lavori. Non è dunque chiaro quante e quali parti del progetto del Guarini furono messe in opera; anche perché, secondo testimonianze, agli inizi del '700 la copertura si presentava quasi ultimata e sovrastata da una grande cupola, non prevista nel progetto guariniano. Si ignora se la cupola in parola fosse stata già proposta dal Bettino e si fosse dunque proceduto secondo il suo progetto, o se fosse stata aggiunta dai successori del Guarini (forse da Michelangelo Garove) al progetto guariniano, che ne era privo, o se fosse stato approntato un terzo progetto con impianto a cupola centrale del tutto indipendente da quelli del Bettino e del Guarini. 
Tra il 1697 e il 1703, su progetto degli architetti Michelangelo Garove e Melchiorre Galleani, venne realizzato l'altare maggiore.
La chiesa, ormai in fase avanzata di completamento, subì un primo crollo a causa dei bombardamenti dell'assedio francese del 1706, evento in seguito al quale risultò gravemente danneggiato l'intero cantiere. Le cronache riportano poi che nel 1714, a seguito di un periodo di intense piogge, ma forse anche a causa di seri problemi di stabilità dovuti a fondazioni inadeguate, la grande cupola crollò trascinando con sé buona parte delle murature.
Il progetto di ricostruzione della chiesa venne affidato al celebre architetto di corte Filippo Juvarra nel 1715; tuttavia la sua elaborazione definitiva e l'inizio dei lavori si fecero attendere fino al 1730. In questo arco temporale Juvarra aggiornò più volte il progetto: egli sembrò dapprima voler proporre un impianto del tutto inedito, poi nelle ultime rielaborazioni mutò idea e tentò di recuperare tutto il salvabile dell'opera guariniana. Il cantiere si arrestò di nuovo nel 1738 dopo la partenza di Juvarra per la Spagna. L'opera passò di mano a Gianpietro Baroni di Tavigliano, ma solo nove anni dopo la sua morte (avvenuta nel 1762) i lavori ripresero alacremente: nel 1771, quando il cantiere fu affidato all'ingegnere Luigi Barberis (1725-1798). Nello stesso anno la chiesa, sebbene incompleta, fu finalmente aperta al culto.
Gli sconvolgimenti politici e sociali che seguirono la rivoluzione francese segnarono un nuovo arresto dei lavori di ricostruzione, che vennero ripresi solo dopo la Restaurazione, ad opera dell'architetto Giuseppe Maria Talucchi. Quest'ultimo completò subito (1823-1824) gli interni della chiesa, sempre seguendo fedelmente le indicazioni progettuali dello Juvarra, poi nel 1834 ultimò la facciata di stile neoclassico. Negli anni successivi (1844-1851) completò la sacrestia ed il restauro delle cappelle attigue all'altare maggiore; nel 1854 ripristinò la gradinata e la pavimentazione del pronao. Il frontone del pronao fu infine realizzato dall'ingegnere Ernesto Camusso nel 1891, anno che suggella formalmente la fine della lunga costruzione della chiesa.
Durante la Seconda guerra mondiale la chiesa fu interessata dai bombardamenti dell'incursione aerea del 13 luglio 1943; fortunatamente non si registrarono serie lesioni dell'edificio sacro, che riportò solo danni agli infissi ed ai tetti.

## Descrizione
Il complesso ecclesiastico è composto dalla chiesa, dall'Oratorio e dalla Casa dei Padri, ed è caratterizzato dall'imponente ed elegante facciata con pronao neoclassico.

Il progetto definitivo di Filippo Juvarra raccolse la chiesa attorno alla mirabile navata unica lunga ben 70 metri e chiusa da una ciclopica volta a botte, con la quale l'architetto aveva magistralmente raccordato il preesistente presbiterio sopravvissuto ai crolli e le cappelle laterali ellittiche. Oltre che per la stupefacente lunghezza, il corpo centrale colpisce per i suoi 37 metri di larghezza; la colossale volta è inoltre scandita da sette luminosi finestroni a forma di conchiglia - tipico motivo ornamentale juvarriano - che si ripete anche in tutte le decorazioni e le suppellettili della chiesa.

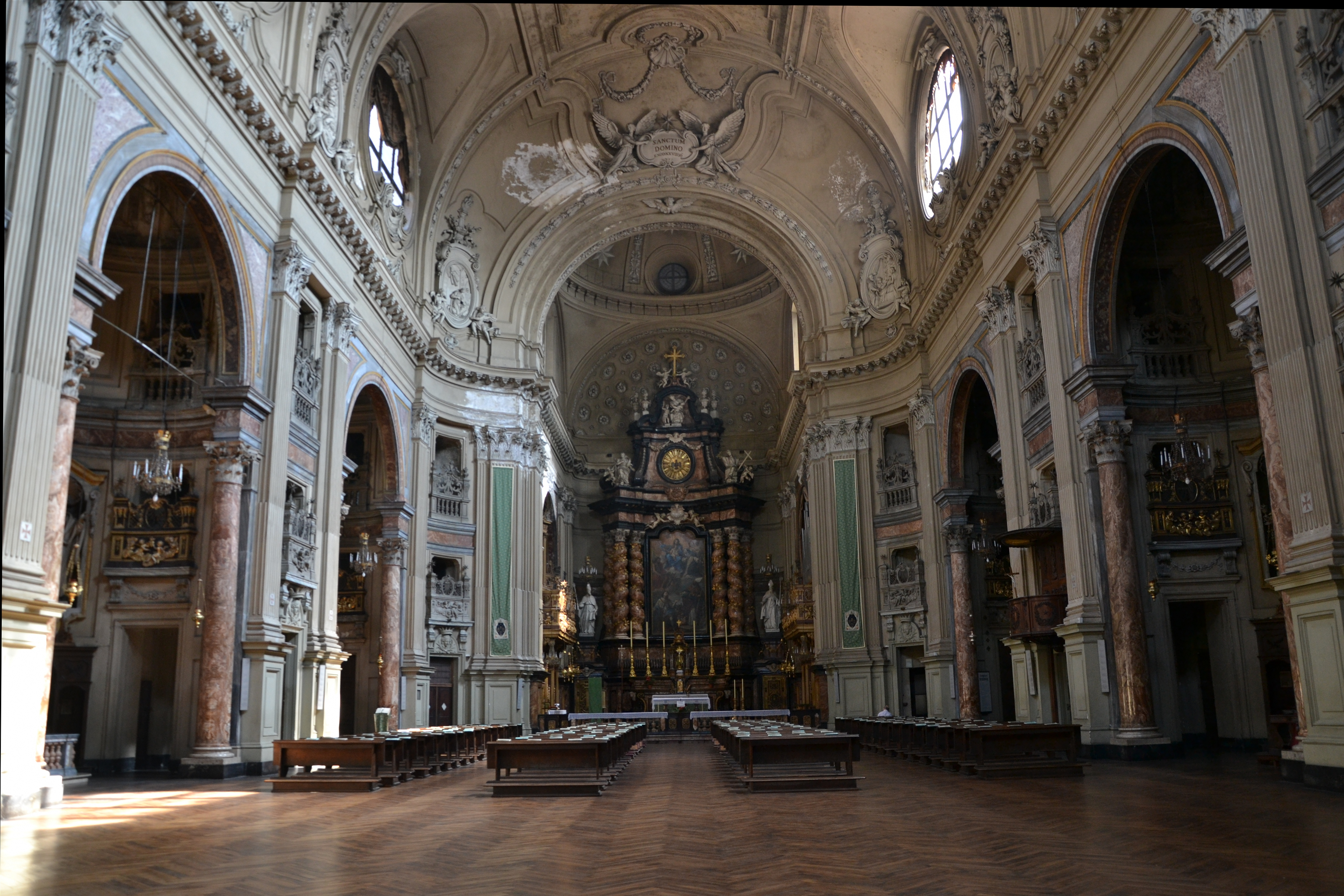
Interno

Ai lati della navata si aprono le sei cappelle caratterizzate da cupole ellissoidali, troncate dalla parete perimetrale della navata. Degne di nota sono anche le colonne che le affiancano, in onice rosso di Busca. Il presbiterio è occupato dall'imponente altare maggiore, di chiara ispirazione barocca, eretto nel 1703 su commissione di Emanuele Filiberto di Savoia-Carignano durante il primo cantiere, ed opera di Antonio Bertola, affiancato da sei colonne tortili che sostengono l'alzata in marmo e coronato da tre statue dello scultore luganese Carlo Francesco Plura  (1677-1737), raffiguranti la Fede, la Speranza e la Carità. All'altare fu collocata nel 1708 la pala che vi si vede ancora oggi, raffigurante La Vergine, i beati Amedeo IX e Margherita di Savoia, santa Caterina, sant'Eusebio, san Giovanni Battista, commissionata a Carlo Maratta nel 1701 ma eseguita prevalentemente dai suoi collaboratori, Giuseppe Bartolomeo Chiari, Andrea Procaccini e Giuseppe Passeri. A completamento dell'altare fu realizzato nel 1749 uno straordinario paliotto d’altare in diversi legni, avorio, tartaruga e madreperla, eseguito da Pietro Piffetti. Il paliotto rimase solo per un certo periodo all'altare poi in seguito, data la sua fragilità, era di solito conservato in un armadio nella sacrestia della chiesa e veniva montato sull’altare maggiore solo in occasione della Pasqua, della Pentecoste e nel giorno dell'anniversario della Dedicazione della Chiesa, a metà novembre. Oggi però, per la sua delicatezza e preziosità e quindi per la sua conservazione, il manufatto è custodito nel Museo Internazionale delle Arti Applicate collocato nell'attiguo convento. Il pavimento del presbiterio, in marmo policromo, è stato disegnato dallo stesso Juvarra.

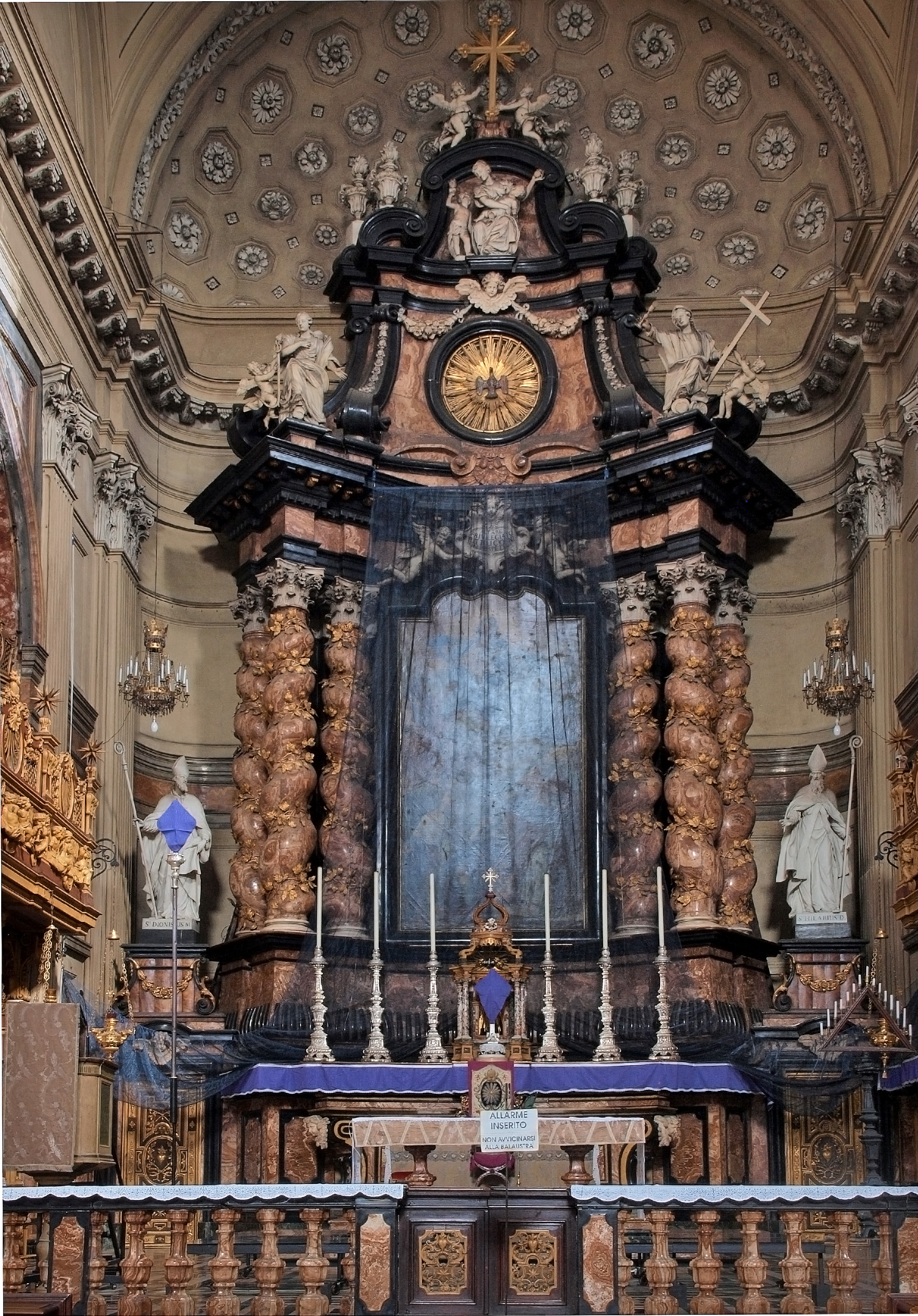
Altare maggiore

L'organo, posto in Cornu Evangelii a destra dell'altare e databile al 1831, è opera dei fratelli Serassi di Bergamo e fu ampliato da Carlo Vegezzi Bossi nei primi del Novecento. È stato restaurato dalla ditta Brondino Vegezzi Bossi nel 2002 e nel 2019 Marco Renolfi ha effettuato un intervento di manutenzione straordinaria. Dispone di 39 registri divisi su 2 tastiere di 61 tasti e pedaliera parallela di 27. La trasmissione è meccanica e la consolle si trova in tribuna. Le orchestre e i coretti, arricchiti da putti, sono opera di Stefano Maria Clemente, mentre i medaglioni sulla volta sono opera di Giovanni Battista Bernero.
In chiesa sono inoltre presenti dipinti del Caravoglia (Storie della Vergine) ed altre pale d'altare: una di Francesco Solimena al terzo altare sinistro con San Filippo Neri che adora la Vergine col Bambino affidandole la protezione di Torino, finanziata tra il 1722 e il 1723 dal banchiere Gabriele Bogetto. La pala presenta un moderno taglio obliquo tipicamente barocco, con una dinamica sovrapposizione di piani e uno spettacolare contrasto luministico. In basso è un'accurata veduta di Torino, forse realizzata con l'aiuto di una stampa piuttosto precisa nel riprodurre la veduta della città vista da sud-est. Altre pale d'altare sono quelle di Francesco Trevisani (Martirio di San Lorenzo al primo altare sinistro), di Enrico Reffo (Madonna col Bambino e Santi al secondo altare sinistro), e del Milocco (quest'ultima nella sacrestia).
Al livello ipogeo si può visitare la cripta cimiteriale risalente al Seicento e restaurata nel 2006, ove riposano i Padri fondatori, alcuni cittadini illustri dell'epoca e alcuni caduti nelle guerre napoleoniche. Al suo interno sono conservati anche i resti del beato Sebastiano Valfrè.
L'adiacente Oratorio fu opera del Tavigliano nel 1723, su disegni attribuibili a Filippo Juvarra e dal 2006 ospita la sede del Museo Internazionale di Arti Applicate Oggi (MIAAO). La chiesa dell'Oratorio ha sull'altare una Immacolata Concezione e san Filippo Neri di Sebastiano Conca, del 1726 - 1727 circa, mentre i quattro quadri più piccoli, rappresentanti la Nascita di Maria Vergine, la Presentazione della stessa al tempio, lo Sposalizio e la Consolazione della Madonna, sono di Mattia Franceschini, allievo di Claude Beaumont.
Come il paliotto del Piffetti in passato, altri arredi vengono posti in chiesa in particolari occasioni liturgiche. Si tratta di:
- un tappeto, dono del Duca d'Aosta, di oltre 100 metri quadrati posato nel periodo pasquale. Un tempo veniva utilizzato per coprire il presbiterio durante le celebrazioni solenni e i pontificati
- un presepe realizzato alla fine Settecento dai fratelli dell'Oratorio formato da una trentina di statue in gesso e paglia con costumi tipici dell'epoca.

## La chiesa nelle arti

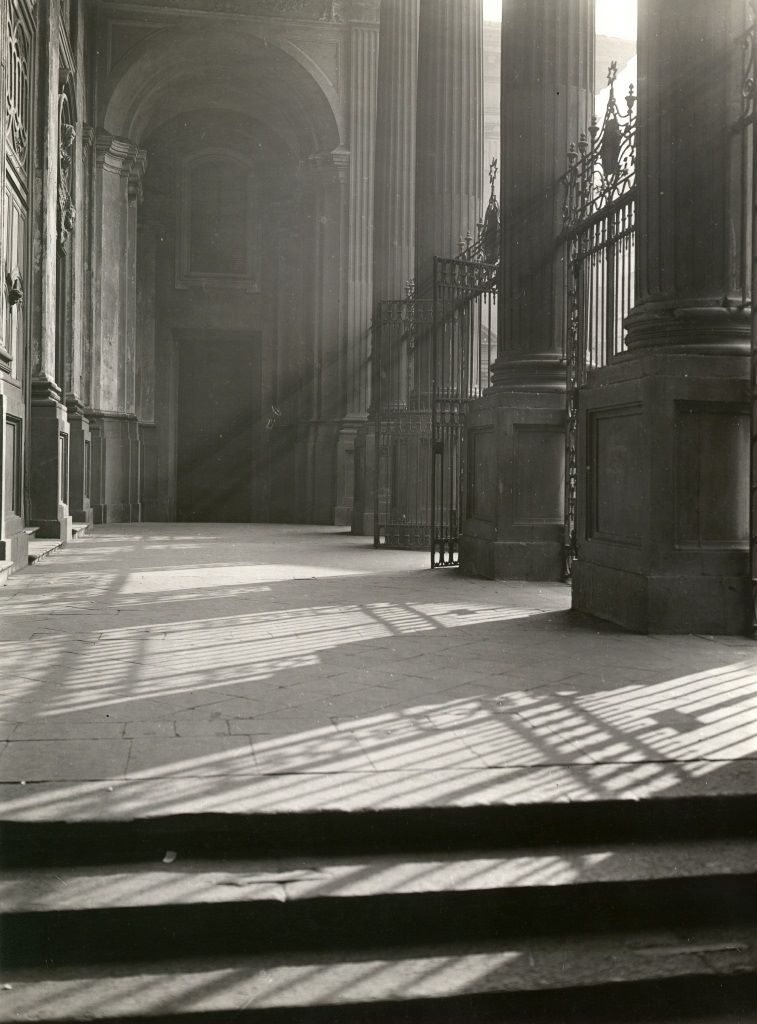
Mario Gabinio: "Torino - chiesa di San Filippo, pronao, vista interna col sole che filtra dalla cancellata". Stampa alla gelatina bromuro d'argento, 1932-1933.

Nella chiesa di San Filippo Neri è ambientata la vicenda principale del romanzo A che punto è la notte di Carlo Fruttero e Franco Lucentini (1979), da cui è stata tratta la miniserie televisiva omonima diretta da Nanni Loy, con Marcello Mastroianni.
La chiesa è stata ritratta numerose volte all'inizio del '900 dal fotografo torinese Mario Gabinio, che impiegò le sue strutture anche per trarne suggestivi studi di luce.